# مات دي روزا
مات دي روزا (بالإنجليزية: Matt Di Rosa)‏ هو لاعب كرة قدم أمريكي، ولد في 10 أغسطس 1998 في واشنطن العاصمة في الولايات المتحدة.